# Ochsenauge von Brasilien

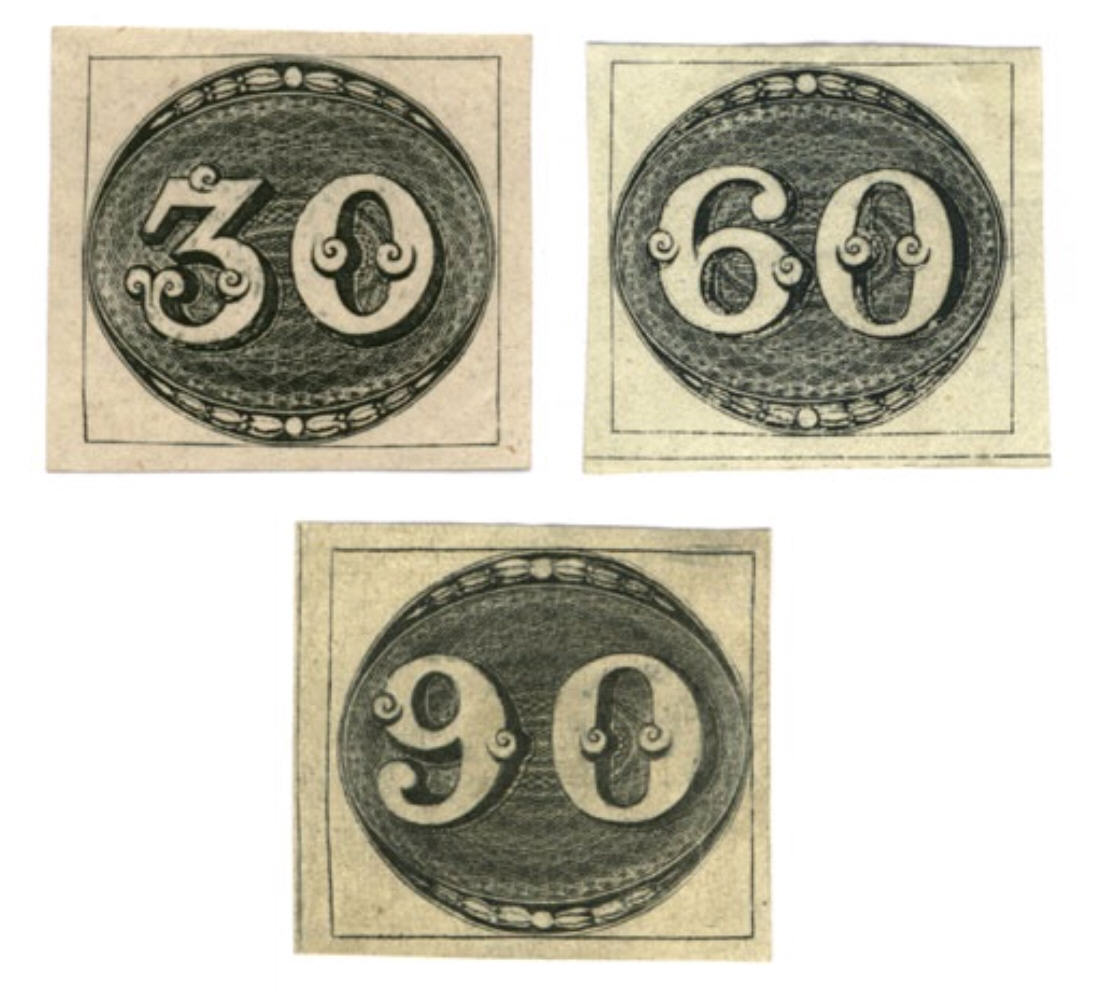
Die drei Ochsenaugen von Brasilien

Die Ochsenaugen von Brasilien (portugiesisch Olho-de-boi) ist unter Philatelisten die Bezeichnung für die ersten drei Briefmarken Brasiliens. Die Bezeichnung rührt vom etwas eigenartigen Aussehen der Ziffernzeichnung her und wurde aus dem Portugiesischen in zahlreiche Sprachen der Welt übernommen. In ähnlicher Weise werden auch die Nachfolgeserien als Ziegenaugen und Katzenaugen bezeichnet.

## Beschreibung
Die drei Briefmarken zu 30, 60 und 90 Réis wurden am 1. August 1843 herausgegeben. Brasilien ist somit das dritte Land nach dem Vereinigten Königreich Großbritannien und Irland (One Penny Black) und der Schweiz (Zürich 4 und Zürich 6 im Kanton Zürich), das eigene Briefmarken ausgab. Die Ochsenaugen sind die ersten Marken auf dem amerikanischen Kontinent und die zweite Briefmarkenserie mit einer Ziffernzeichnung.
Die Ochsenaugen besitzen keine Angabe des Landesnamens und der Währung. Die Vorlagen für die Marken wurden in der kaiserlichen Münze in Stahl gestochen und in der Wertpapierdruckerei in Rio de Janeiro hergestellt. Die Marken wurden auf verschiedenen Platten gedruckt. Die sogenannte kombinierte Platte enthält alle drei Werte im gleichen Bogen, und zwar jeder Wert in jeweils drei waagrechten Reihen zu jeweils sechs Marken, also zunächst drei Sechserreihen der 30-Réis-Marke, darunter drei Sechserreihen der 60-Réis-Marke und darunter drei Sechserreihen der 90-Réis-Marke. Der Bogen umfasste damit insgesamt 54 Marken. Die einzelnen Wertstufenblöcke waren jeweils nur durch schmale Zwischenstege getrennt. Aufgrund der beschriebenen Anordnung können verschiedene Werte zusammenhängend vorkommen. 
Daneben gab es auch Druckplatten für Bögen, die ausschließlich 30-Réis-Werte enthielten, sowie eine Kombination von 30- und 60-Réis-Werten (sogenannte große Platte). Der Wert zu 90 Réis ist somit das seltenste Ochsenauge.
Die Bögen wurden nicht gezähnt und mussten demnach mit der Schere auseinander geschnitten werden. Es wurden verschiedene Papiersorten verwendet, unter anderem dickes gelbliches oder (seltener) etwas dünneres bläulichgraues Papier.
Die Ochsenaugenausgabe wurde bereits knapp ein Jahr nach ihrem Erscheinen wieder eingestellt. Als Begründung wurde die hohe Gefahr der missbräuchlichen Wiederverwendung bereits gebrauchter Marken aufgrund der leichten Löslichkeit der Marken vom Brief, der hohen Papierqualität und der oft unzulänglichen Entwertung angegeben. Die am 1. Juli 1844 herausgegebenen Nachfolgemarken wurden auf dünnerem Papier gedruckt und mit besserem Klebstoff versehen. Sie waren grafisch ähnlich gestaltet, allerdings etwas ovaler, und werden als Ziegenaugen bezeichnet. Vier Jahre später erschien die wiederum ähnliche dritte Freimarkenausgabe Brasiliens, die sogenannten Katzenaugen. Ziegenaugen und Katzenaugen tragen ebenfalls weder Landes- noch Währungsangabe. Sie weisen mit bis zu 600 Réis höhere Wertstufen als die Ochsenaugen auf.

## Würdigung
Die Deutsche Post würdigt in der Serie Tag der Briefmarke Schätze der Philatelie – America’s First am 4. April 2024 die drei ersten Marken mit einer 85-Eurocent-Sonderbriefmarke, die die Frankatur des Briefes „America's First“ zeigt. Bislang ist kein weiterer Brief bekannt, der mit den drei Wertstufen der Ochsenaugen frankiert ist.